# Грозбек (Тексас)
Грозбек (енгл. Groesbeck) град је у америчкој савезној држави Тексас. По попису становништва из 2010. у њему је живело 4.328 становника.

## Демографија
Према попису становништва из 2010. у граду је живело 4.328 становника, што је 37 (0,9%) становника више него 2000. године.
| Група             | 2000.         | 2010.         |
| Белци             | 2.407 (56,1%) | 2.475 (57,2%) |
| Афроамериканци    | 1.069 (24,9%) | 875 (20,2%)   |
| Азијати           | 2 (0,0%)      | 11 (0,3%)     |
| Хиспаноамериканци | 752 (17,5%)   | 903 (20,9%)   |
| Укупно            | 4.291         | 4.328         |